# Robidišče
Robidišče je naselje v Občini Kobarid.
Do Robidišča pelje lokalna cesta, ki se v Borjani odcepi od ceste proti Breginju. Cesta od odcepa pelje mimo naselja Podbela ob Nadiži in nadaljuje skozi slikovita korita s kamnitim »Napoleonovim mostom« do Robidišča, ki je obmejno naselje z Italijo, sestavni del kulturnega prostora Beneške Slovenije in obenem najzahodnejše naselje v Sloveniji.

## Izvor krajevnega imena
Občnoimenski pomen slovenske besede robidišče je 'kraj kjer rastejo robide'. V starih listinah se kraj omenja v letih 1763−1787 kot Robedisca. 